# Gare de Martigues
Gare de Martigues vasútállomás Franciaországban, Martigues településen.

## Vasútvonalak
Az állomást az alábbi vasútvonalak érintik:
- Ligne de la Côte Bleue

## Kapcsolódó állomások
A vasútállomáshoz az alábbi állomások vannak a legközelebb:
- Gare de La Couronne-Carro
- Gare de Croix-Sainte